# 4515 Khrennikov
4515 Khrennikov eller 1973 SD6 är en asteroid i huvudbältet som upptäcktes den 28 september 1973 av den rysk-sovjetiske astronomen Nikolaj Tjernych vid Krims astrofysiska observatorium på Krim. Den har fått sitt namn efter den ryske kompositören Tichon Chrennikov.
Asteroiden har en diameter på ungefär fem kilometer och den tillhör asteroidgruppen Nysa.